# Deportivo Municipal La Paz
Club Deportivo Municipal – boliwijski klub piłkarski z siedzibą w mieście La Paz.

## Osiągnięcia
- Mistrz Boliwii (2): 1961, 1965
- Udział w Copa Libertadores (3): 1962, 1966, 1974

## Historia
Założony w 1944 roku klub Municipal awansował do pierwszej ligi boliwijskiej (w owym czasie półzawodowej) w 1953 roku. Największe sukcesy osiągnął w latach 60. XX wieku, kiedy dwukrotnie został mistrzem Boliwii. Dzięki temu Municipal miał okazję zagrać w Copa Libertadores. W dwóch występach rozegrał 14 meczów, z których 5 wygrał, 1 zremisował i 8 przegrał, zdobywając 29 i tracąc 36 bramek. W 1985 roku Municipal spadł z pierwszej ligi i jak dotąd do niej nie wrócił. Obecnie występuje w lidze regionalnej.